# Mercure (hotell)

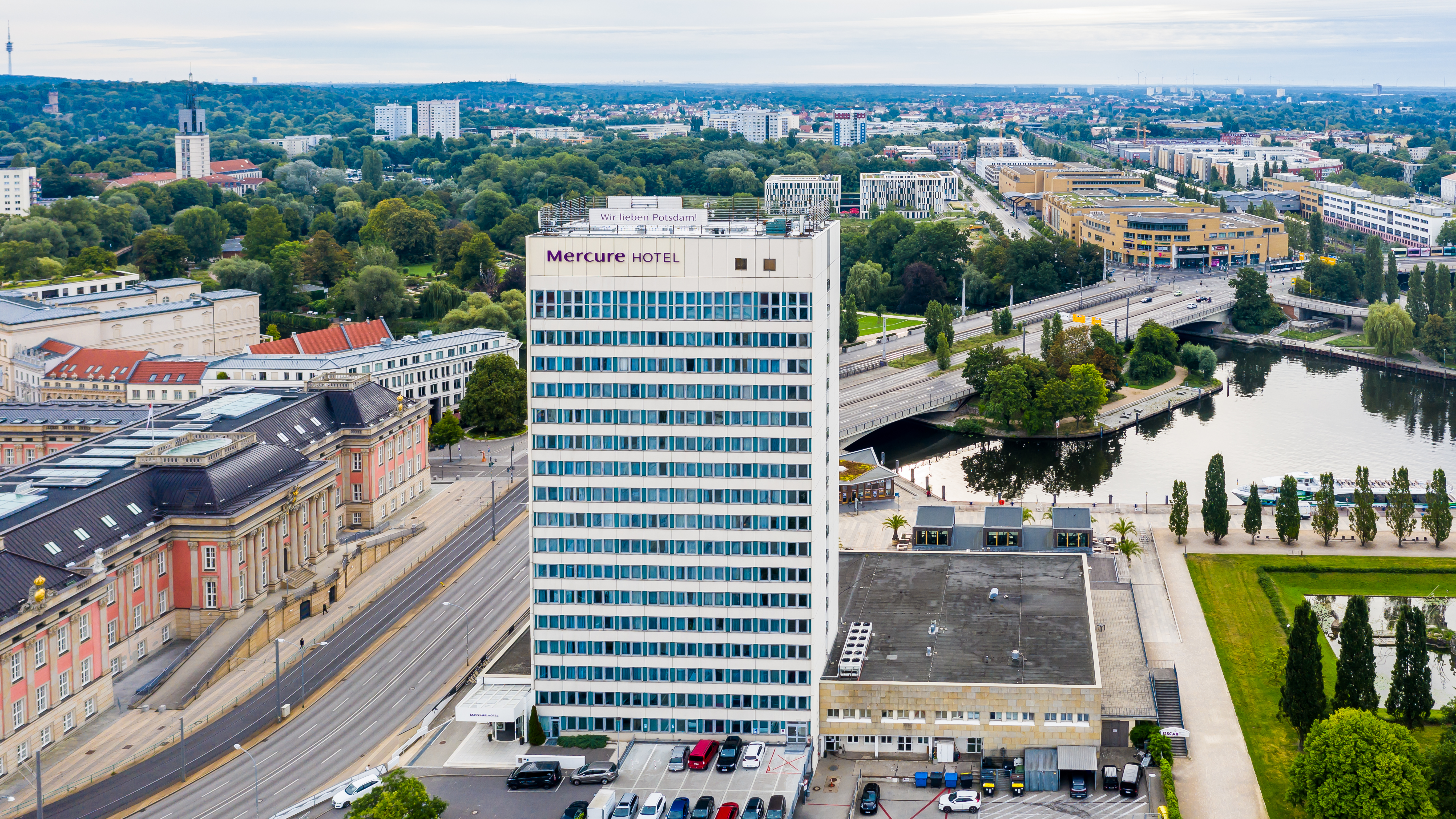
Mercure Hotel i Potsdam.

Mercure är ett av AccorHotels-koncernens mellanklassvarumärken. Hotellnätverket omfattar över 750 stycken 3-stjärniga och 4-stjärniga hotell med nästan 95 000 rum i totalt 56 länder.
Det finns även en femstjärnig gren av varumärket som kallas Grand Mercure med totalt 16 hotell och 4 502 rum i 10 länder. Grand Mercure har i sin tur även två lokala kedjor - Mei Jue (Kina) och Maha Cipta (Indonesien) - samt lägenheter i fyra länder.